# Federació de Futbol de Sri Lanka
La Federació de Futbol de Sri Lanka, també coneguda per les sigles FFSL (en anglès: Football Federation of Sri Lanka), es va fundar l'any 1939 com a òrgan de govern del futbol de la república de Sri Lanka. La FFSL és la responsable de tots els aspectes reguladors del futbol a Sri Lanka.
La FFSL es va afiliar a la Confederació Asiàtica de Futbol (AFC) i a la Federació Internacional de Futbol Associatció (FIFA) els anys 1952 i 1954 respectivament.
Des de 1997 és membre de la Federació de Futbol de l'Àsia del Sud (SAFF).
La FFSL és la responsable d'organitzar el futbol de totes les categories, tant masculines com femenines, incloses les respectives seleccions nacionals.
Els orígens de la FFSL es remunten a l'any 1911 amb la creació de la Colombo Association Football League que, l'any 1920, es va refundar amb el nom de Colombo Football League després d'un període d'inactivitat a causa de la primera guerra mundial. L'any 1929 hi va haver un nou intent d'organitzar el futbol de Sri Lanka amb la creació d'un comitè de direcció nacional, però no va ser fins a l'any 1939 que no es va fundar la Ceylon Football Association, l'embrió de l'actual federació.
Les principals competicions de lliga que organitza la FFSL són la Lliga Nacional de Sri Lanka (en anglès: Sri Lanka Champions League), la Premier League Division I i la Premier League Division II.
L'any 1948, la FFSL va crear la Copa de Sri Lanka (en anglès: Sri Lanka FA Cup), inicialment coneguda com a Ceylon FA Cup, que és la principal competició per eliminatòries de Sri Lanka.